# 21 Eyes of Ruby
21 Eyes Of Ruby is een Nederlandse progressieve-rockband die werd opgericht in 2006.

## Bezetting

### Huidige bandleden
- Antoine Pütz - zanger, gitarist
- Stef van de Kerkhof - bassist
- Martijn Soeterbroek - drummer

## Biografie
21 Eyes Of Ruby werd in 2006 opgericht in Nederland door zanger-gitarist Antoine Pütz, bassist Alex van Damme en drummer Martijn Soeterbroek. Hun eerste demo kwam hetzelfde jaar uit onder de titel Conquer The World Pt. 1.
Een jaar later verscheen bij Summer Kimono Records vervolgens hun eerste album, onmiddellijk een dubbel-cd: Conquer The World Pt.2&3. Hierna speelden ze onder andere op Bospop en ProgPower Europe.
In 2009 volgde een nieuw album, getiteld Conquer The World Pt.4.
De cd Conquer The World Pt.5 is de eerste cd van de band die ook te koop is in de winkel (2010).
Conquer The World Pt.1,2,3 en 4 bracht de band in eigen beheer uit en is alleen te koop via de website van de band.
In december 2011 is Conquer The World Pt 2&3 opnieuw uitgebracht via de site van de band.
Op 9 juli 2013 gaf de band in een persbericht aan de activiteiten "on hold" te willen zetten, omdat na 7 jaar bij de bandleden de energie te laag was. Er is geen sprake van muzikale onenigheid.

## Discografie

### Albums
- Conquer The World Pt.2&3 (2007)
- Conquer The World Pt.4 (2009)
- Conquer The World Pt.5 (2010)
- Conquer The World Pt.2&3 (heruitgave 2011)

### Demo
- Conquer The World Pt.1 (2006)

### Ep's
- The Sharks (2010)
- Out Of Heart (2011: eerder uitgebracht op album Conquer The World pt.3)